# Adam Dalgliesh

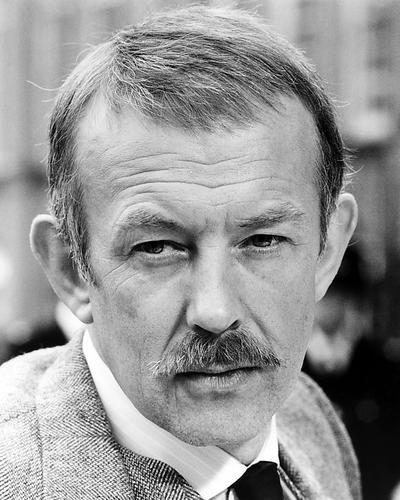
El actor británico Roy Marsden interpretando a Adam Dalgliesh. Foto tomada en 1988.

Adam Dalgliesh es un personaje protagonista de una serie de novelas policíacas escritas por P. D. James. Dalgliesh apareció por primera vez en la novela Cover Her Face (Cubridle el rostro), y posteriormente ha aparecido en la mayoría de las novelas de la autora.

## El personaje
El padre del inspector era rector de una pequeña parroquia en Norfolk. Su único familiar es su tía Jane, quien, a su muerte, le lega un molino situado en la costa de Norfolk. Dalgliesh es viudo: perdió a su mujer durante el parto de su hijo, y desde entonces apenas tiene relaciones significativas, hasta que conoce a la profesora Emma Lavenham, a la que finalmente le pide que se case con él.
Dalgliesh, que ocupa en las novelas el puesto de Comandante en el Metropolitan Police Service de Scotland Yard (en Londres), tras una larga y ascendente carrera, es una persona esencialmente cerebral, y amante de la privacidad. Ha escrito y publicado varios libros de poesía, lo que lo convierte en una especie de celebridad en el cuerpo. Dalgliesh vive en un piso sobre el río Támesis en Queenhithe, en la City de Londres, y conduce un Jaguar. Se le describe como "alto, oscuro y atractivo", una descripción que alude a la de Mr. Darcy en la obra de Jane Austen Orgullo y prejuicio.

## Adaptaciones televisivas
Las novelas de P. D. James en las que aparece Adam Dalgliesh han sido adaptadas a televisión, desde Death of an Expert Witness hasta The Murder Room, excepto las dos últimas. Las primeras diez novelas fueron adaptadas por el canal ITV, con Roy Marsden en el papel de Dalgliesh. La BBC continuó la serie desde 2003, con el actor Martin Shaw en el papel protagonista. Estas adaptaciones no siempre han sido fieles a las novelas originales, en parte porque fueron realizadas en distinto orden.